# Guerra polaco-veletia
La Guerra polaco-veletia  fue un conflicto militar librado entre 963 y 967 por el ducado de Polonia liderado por Mieszko I, con la posterior ayuda del Ducado de Bohemia, contra la Confederación de los veletos liderada por Wichmann el Joven, con la posterior ayuda de los volinianos. La guerra consistió en tres campañas veletias contra Polonia, las dos primeras de las cuales fueron ganadas por los veletos y la última por Polonia, poniendo fin a la guerra y estableciendo la hegemonía polaca en la Transpomerania.

## La guerra

### 963–965
La confederación tribal de los veletos estaba en guerra con el Ducado de Polonia desde el año 963, organizando incursiones en sus regiones fronterizas. El año 964, la tribu se alió con Wichmann el Joven, miembro exiliado de la dinastía sajona de los Billung. Bajo el mando de Wichmann, organizaron dos campañas contra Polonia en 964 y 965. Ambas campañas fueron victoriosas para los veletos, que además recibieron un tributo de Polonia. Durante una de las campañas, murió un desconocido que podría haber sido el hermano de Mieszko I, duque de Polonia.Durante sus campañas, recibieron el apoyo del ducado de Bohemia.

### 966
En eñ año 966, en el acontecimiento conocido como la cristianización de Polonia, Mieszko I se bautizó, y con él su estado. Así, puso fin a la alianza con los veletos y se alió con el ducado de Bohemia.

### 967
En 967, el cuerpo de fuerzas veletias y volinias aliado con ellos atacó de nuevo Polonia desde el norte, desde la isla de Wolin, y se dirigió hacia el sur junto al río Oder. En total, las fuerzas veletias y volinias contaban con unos 5 o 6 mil soldados. Wichmann el Joven, autoproclamado líder de los veletos, comandaba una división de caballería. Mieszko I tenía unos 4000 soldados polacos y dos divisiones de caballería bohemia, con entre 100 y 300 soldados cada una. 
Con la ayuda de la tribu prissani, que vivía dentro de las fronteras polacas, Mieszko I viajó con sus fuerzas a la zona cercana a Szczecin y Wolin. Utilizando unidades de reconocimiento dispersas, había atraído a las fuerzas enemigas cerca de Santok, esperando un momento oportuno para atacar.
El 20 de septiembre, ambos bandos levantaron los campamentos. La batalla decisiva de la guerra entre Mieszko I y Wichmann se libró el 21 o 22 de septiembre. El lugar exacto de la batalla sigue siendo desconocido, aunque algunos historiadores suponen que tuvo lugar cerca de Santok.
Por la mañana, los veletos se percataron de la presencia de las fuerzas polacas, dispuestas en formación defensiva. Sin embargo, no eran conscientes de que los polacos y la caballería bohemia, escondidos a ambos lados del campo entre ambos ejércitos, les tendían una trampa. Creyendo que las fuerzas polacas les superaban en número, los veletios y los volinios abandonaron su campamento fortificado y formaron filas ofensivas, tras lo cual cargaron frontalmente contra las fuerzas polacas.
Durante la primera fase de la batalla, las fuerzas polacas retrocedieron ante el ataque enemigo. Podría haber sido un movimiento intencionado ordenado por Mieszko I para atraer a los veletos más profundamente a su trampa. 
A medida que avanzaba la batalla, las fuerzas polacas continuaron retrocediendo para atraer aún más a las fuerzas enemigas a la trampa. Finalmente, la caballería oculta en los flancos atacó a los veletos, los rodeó y se abrió paso hasta su campamento. Al mismo tiempo, las tropas polacas habían dejado de retroceder y habían comenzado a avanzar.   
Wichmann, junto con un pequeño grupo de soldados, había logrado escapar del campo de batalla, pero fue encontrado y capturado por las fuerzas polacas en la mañana del día siguiente. Existen dos versiones sobre lo que ocurrió a continuación:Según una de ellas, fue rodeado por las tropas polacas, se entregó a ellas y, a pesar de un acuerdo previo con los caballeros polacos, fue asesinado por los soldados polacos en la lucha. Según la segunda versión, murió a causa de las heridas recibidas en la batalla.
Tras su muerte, Mieszko entregó la espada y la armadura de Wichmann a Otón I, emperador del Sacro Imperio Romano Germánico y primo de Wichmann.
Con el fin de la batalla, la guerra había terminado. Polonia había establecido la hegemonía en la Gran Pomerania, haciéndose con el control de la región, incluida la isla de Wolin.  

## Batallas notables
- Batalla entre Mieszko I y Wichmann